# Bitka za Peleliu
Bitka za Peleliu, kodnog naziva Operacija Stalemate II, odvijala se na otoku Peleliu od rujna do studenog 1944. godine, između snaga Sjedinjenih Američkih Država i Japanskog Carstva. Glavni cilj američkih snaga (sastojavši se većinom od 1. mornaričke divizije, kasnije pojačani 81. pješačkom divizijom) bilo je zauzimanje uzletišta na malom koraljnom otoku. 
General bojnik William Rupertus, zapovjednik 1. mornaričke divizije, predvidio je zauzimanje otoka za nešto manje od četiri dana, ali zbog žestokog japanskog otpora bitka je potrajala čak dva mjeseca. Bitka za Peleliu jedna je od najkontroverznijih bitaka jer je od početka bila osporena strateška važnost otoka. Uzevši u obzir broj vojnika koji su sudjelovali u bitci, Peleliu ima najveći postotak smrtnosti od svih drugih bitaka na Pacifiku. Iako je general Douglas MacArthur inzistirao na zauzimanju otoka Peleliu kao strateški važnog za daljnje oslobođenje Filipina, otok na kraju nije bio korišten za tu svrhu niti u jednoj drugoj vojnoj operaciju na Pacifiku.

## Povod
Do ljeta 1944., pobjede na jugozapadu i centralnom Pacifiku približile su rat matičnom teritoriju Japanu. Time su američki bombarderi mogli brže i lakše bombardirati Japan. Kako su se američke snage sve više približavale Japanu, dvojica generala Douglas MacArthur i Chester Nimitz sukobila su se oko načina zauzimanja Japana. Naime, MacArthur se zalagao za oslobođenje Filipina, a zatim zauzimanje Okinawe i napad na Japan dok se Nimitz zalagao za zauzimanje Okinawe i Formose kao strateški najvažnije otoke za invaziju na Japan. Zatim bi američke snage ušle na kineski teritorij i napale sjeverni dio Japanskih otoka. Međutim, Nimitzov plan nije uspio, te se američka vlada priklonila generalu MacArthuru. Jedino oko čega su se obojica složili, bila je invazija na otok Peleliu, ali zbog različitih razloga. 1. mornarička divizija već je bila odabrana za zadatak, a predsjednik Roosevelt posjetio je Pearl Harbor kako bi saslušao obojicu generala oko razrade plana.    

## Pripreme

### Japanske snage
Do ljeta 1944., Palau otoci bili su okupirani s oko 30 000 japanskih vojnika, od toga s 11 000 na otoku Peleliu. Većinu Japanske vojske na Peleliu činila je 14. pješačka divizija te slabo naoružani prisilno unovačeni Korejci i okinawljansko stanovništvo. Pukovnik Kunio Nakagawa, zapovjednik 2. pukovnije, vodio je obranu otoka. Nakon poraza na Salomonskim, Gilbertovim, Maršalovim i Marijanskim otocima, carska vojska razvila je novu strategiju obrane otoka. Japanci su odustali od ranih napada na plažu te uzaludnih napada Banzai.
Nova strategija zasnovana je na utvrđenim mitraljeskim gnijezdima koje će otežati iskrcavanje. Pukovnik Nakagawa povukao je obranu dublje u otok, koristeći težak teren kao prednost, te je konstruirao sustav dobro utvrđenih bunkera i pećina. Većina branitelja Peleliua bila je smještena na najvišoj točki otoka, planini Umurbrogol, s velikim brojem brežuljaka i strmih grebena. Smješten u samoj sredini otoka, Umurbrogol je imao pregled nad gotovo cijelim otokom, pogotovo nad ključnim uzletištem. Umurbrogol je također sadržavao liniju od gotovo 500 spilja povezanih tunelima. Mnoge od tih spilja bile su napušteni rudnici koji su poslužili za obranu. Japanska vojska, duž Umurbrogola, bila je naoružana s 81 mm i 150 mm minobacačima te 20 mm topovima, podupirani lakim tenkovima te protuavionskim topovima. Ulazi u spilje izgrađeni su strmo kao način obrane od granata i bacača plamena. Sjeverni dio otoka, uz plažu, pokrivao je mali brežuljak s kojeg su Japanci imali potpuni pregled nad plažama za iskrcavanje. Taj dio otoka poznatiji je kao "The Point". Na tom području Japanci su imali nekoliko 47 mm-skih topova te šest 20 mm-skih topova. Slični položaji na otoku protezali su se dužinom od 3 kilometra. Plaže su bile prekrivene tisućama prepreka i mina, uz jedan spreman bataljun koji bi usporio američko napredovanje.  

### Američke snage
Za razliku od Japanaca koji su mijenjali taktike obrane, Amerikanci su se držali starih i uspješnih strategija iz prijašnjih bitaka. Odlučili su se iskrcati na jugozapadnim plažama Peleliua zbog zauzimanja ključnog uzletišta na jugu otoka. Određeno je da će se 1. mornarička pukovnija, pod zapovjedništvom pukovnika Lewis B. Pullera, iskrcati na sjevernom dijelu otoka, dok će se 5. mornarička pukovnija, pod zapovjedništvom Harold D. Harrisa, iskrcati na središnjim plažama. 
7. mornarička pukovnija, pod zapovjedništvom Herman H. Hannekena, iskrcat će se na južnim plažama. Plan je bio da će 1. i 7. pukovnija prodirati dublje u otok, time čuvavši 5. pukovniji lijevi i desni bok, kako bi što lakše zauzeli uzletište. 5. pukovnija bi prodirala istočnim dijelom otoka i tako prepolovila otok na dva djela. 1. pukovnija bi se kretala sjeverno s glavnim ciljem zauzimanja Umurbrogola, dok bi 7. pukovnija očistila južni dio otoka. Kao rezerva, odabrana je 81. pješačka divizija, stacionirana na Angauru, nešto malo južnije od Peleliua. 
4. rujna marinci su isplovili s otoka Pavuvu, sjeverno od Guadalcanala. Mornarički "uništavački" tim krenuo je prvi kako bi očistio plažu od prepreka i mina dok su 12. rujna ratni brodovi započeli bombardiranje plaža prije iskrcavanja. Bojni brodovi Pennsylvania, Maryland, Mississippi, Tennessee i Idaho, teške krstarice Columbus, Indianapolis, Louisville, Minneapolis i Portland, lake krstarice Cleveland, Denver i Honolulu, tri nosača i pet lakih nosača aviona bacili su 812 tona bombi i ispucali 73 412 metaka (kalibra .50) na otok od 16 000 m². Amerikanci su bili uvjereni u uspješnost bombardiranja, međutim većina Japanskih položaja ostalo je netaknuto. Bombardiranjem su uništeni japanski zrakoplovi te zgrade koje su okruživale uzletište.

## Bitka

### Iskrcavanje
Iskrcavanje marinaca započelo je 15. rujna 1944. u 8 sati i 32 minute. 1. divizija iskrcala se na sjeveru na tzv. "White" plažu, a 5. i 7. pukovnija u središtu i na jugu na "Orange" plažu. Približavanjem vozila plaži, Japanci su otvorili vatru. Do 9 sati i 30 minuta uništili su 60 američkih amfibijskih vozila. 
Napadi 1. pukovnije s lakoćom su odbačeni žestokom vatrom s "The Pointa". Pukovnik Puller zamalo je poginuo kada je njegovo vozilo pogodila granata. Tim pogotkom Pulleru je uništena sva tehnika te mu je bila onemogućena komunikacija s ostalim divizijama na bojištu. 7. pukovnija susrela se s identičnim problemima. Naime, većina njihovih transportnih vozila uništeno je pri samom prilazu plaži te su se marinci morali probijati do plaže kroz koraljni greben i duboku vodu, uz žestoku vatru japanskih strojnica. Žrtve su bile prevelike, a oni koji su i uspjeli doći do plaže, izgubili su puške i ostalu opremu. 
5. pukovnija ostvarila je najveći napredak, ponajviše zbog veće udaljenosti od teškog oružja. Probili su se do uzletišta, ali su se suočili s Nakagawinim kontra-napadom. Njegove tenkovske divizije činile su najveću štetu marincima, s ciljem da se Amerikanci povuku. Međutim, dolaskom američkih tenkova, topništva i bombardera, japanski tenkovi brzo su uništeni kao i većina pratećeg pješaštva. 
Po završetku dana, američko napredovanje bilo je 3 kilometra. Najveći napredak bio je na jugu gdje su marinci uspjeli ući oko 1,5 kilometar u unutrašnjost. Najmanji pomak, na sjeveru, ostvarila je 1. pukovnija zbog žestoke vatre s "The Pointa". Do kraja dana, marinci su imali 1 100 žrtava, od toga 200 poginulih i 900 ranjenih.

### Uzletište/južni dio otoka
Idući dan, 16. rujna, 5. pukovnija krenula je u zauzimanje uzletišta i daljnji prodor na istok. Uz žestoku vatru i topništvo sa sjevera, marinci su pretrčavanjem uzletišta krenuli u zauzimanje, a pritom su imali veliki broj žrtava. Nakon zauzimanja uzletišta, 5. pukovnija krenula je na istok dok je 7. pukovnija bila zadužena za čišćenje južnog dijela. Daljnje napredovanje također je donosilo brojne žrtve, ponajviše zbog visoke dnevne temperature (46 ˚C) i iscrpljenosti. Uskoro se pojavio problem pitke vode, jer jedina zaliha vode na otoku bila je zagađena gorivom. Do 23. rujna, 5. i 7. pukovnija ostvarile su svoje ciljeve zauzimanja uzletišta i južnog dijela otoka. Brzim zauzimanjem uzletišta omogućeno je slijetanje aviona i dovoženje zaliha, uz bolje mogućnosti bombardiranja. Bombarderi su koristili, do tada, novo oružje u bombardiranju japanskih položaja, poput napalma i specijaliziranih raketa. Rakete su korištene za "otvaranje" spilja i lakši pristup pri čišćenju, dok se napalm pokazao kao korisno oružje za paljenje otočne vegetacije i japanskih položaja.

### "The Point"
Tvrđava na "The Pointu" i dalje je, žestokim topničkim napadima, nanosila velike štete na američkoj strani. Pukovnik Puller naredio je Georgeu Huntu, zapovjedniku "K" satnije, zauzimanje tog položaja. Hunt se približio "The Pointu" s manjkom streljiva i strojnica, koje je izgubio prilikom iskrcavanja. Jedan od Huntovih vodova bio je pod stalnom vatrom zbog izloženosti između utvrđenih položaja. Ostatak satnije također je bio u opasnosti nakon što su ih Japanci odsjekli. Međutim, streljački vod polako je uništavao strojnička gnijezda. Koristeći dimne granate, marinci su vješto uništavali japanske položaje, uništivši čak 6 strojničkih gnijezda. Uskoro su se susreli s dobro utvrđenim 47 mm topom. Poručnik je "zaslijepio" japanske vojnike s dimnom granatom, omogućivši kaplaru Henryju W. Hahnu da baci granatu. Granata je rastjerala Japance izvan položaja, olakšavši posao marincima.
"K" satnija zauzela je "The Point", ali je pukovnik Nakagawa neprestano slao vojnike u preuzimanje vrijednog položaja. Idućih 30 sati, "K" satnije bila je pod stalnom opsadom, zabilježivši 4 veća napada. S manjkom streljiva i bez vode, marinci su se uskoro našli u bliskoj borbi s japanskim vojnicima. Do dolaska pojačanja, satnija je imala samo 18 preživjelih, izgubivši pritom 157 marinaca u zauzimanju "The Pointa".

### Otok Ngesebus
Peta pukovnija je, nakon zauzimanja uzletišta, poslana u zauzimanje otoka Ngesebus, koji se nalazi malo sjevernije od Peleliua. Na Ngesebusu bilo je mnogo japanskih topova, a jedan od načina prelaska bio je preko malog mosta. Umjesto prelaska mosta, zapovjednik Harris odlučio je zauzeti otok izravnim iskrcavanjem jer je most bio prelagana meta za Japance. Dana 28. rujna naredio je bombardiranje otoka. U bombardiranju su sudjelovali američki brodovi, avioni, haubice i brojni topovi. Za razliku od bombardiranja Peleliua, Harrisovo bombardiranje bilo je vrlo uspješno olakšavši marincima iskrcavanje. Unatoč tomu, marinci su se susreli s manjim otporom iz spilja, ali bez većih žrtava. U zauzimanju otoka poginulo je 15 marinaca, a ranjeno njih 33 dok je na japanskoj strani stradalo 470 vojnika. 

### Greben
Nakon zauzimanja "The Pointa", 1. pukovnija krenula je sjeverno prema Umurbrogolu. Iako su marinci izvršili brojne napade, svi su vrlo brzo bili neutralizirani od strane Japanaca. Marinci su često upadali u zamke između grebena gdje su bili pokošeni unakrsnom vatrom iz spilja. 
Kako su relativno sporo napredovali, broj žrtava bio je sve veći. Japanci su opet pokazali neobičnu taktiku, otvarajući vatru samo kada su mogli napraviti veliku štetu. Kako je broj žrtava rastao, japanskim snajperistima mete su postala nosila. Snajperisti su znali da, ako su dvojica ranjena ili ubijena, mora doći zamjena kako bi mogli nositi nosila. Time su i snajperisti nanosili veliku štetu u američkim redovima. Po noći, Japanci su napadali marince u jamama te su amerikanci odlučili praviti jame za dvojicu. Dok je jedan spavao, drugi je čuvao stražu. Jedna je bitka posebice bila "krvava", bitka na "Brdu 100". Bojnik Raymond Davis i njegov 1. bataljun 1. mornaričke divizije vodio je bitku više od šest dana i izgubio 71% svoje postrojbe. Satnik Everett Pope i njegova postrojba krenuli su dublje u greben. Nakon 24 sata žestokih borbi, satnik je mislio da je završio zauzimanje "Brda 100", međutim dolaskom na vrh, ugledao je još jedan greben prepun japanskih vojnika. 
Pope je, ostavši u zamci, na vrhu postavio manji obrambeni položaj koji je, tijekom noći, napadan od japanske strane. Uskoro je marincima ponestalo streljiva te je to dovelo do bliske borbe šakama i noževima. Pope i ostatak njegove postrojbe izdržao je do zore, kada su ih druge snage smijenile. Od 90 ljudi koliko ih je poveo sa sobom, samo je 9 preživjelo. Nakon bitke, satnik Pope dobio je Kongresnu Medalju časti. 
Japanci će na kraju Pullerovoj 1. pukovniji nanijeti 60% gubitke, usmrtivši 1749 od 3000 marinaca. Nakon šest dana žestokih borbi u grebenima Umurbrogola, general Roy Geiger naredio je aktiviranje 81. pješačke divizije u oslobođenju pukovnije. 321. borbena pukovnija, 23. rujna, iskrcala se na zapadnim plažama, na sjevernom dijelu Umurbrogola. 321., 5. i 7. pukovnija neprestano su napadale Umurbrogol te su svi imale sličan broj žrtvi. Do sredine listopada 5. i 7. pukovnija, prolazeći kroz grebene, izgubili su oko polovice svojih ljudi. Tada se Geiger odlučuje za evakuaciju cijele prve 1. divizije, a umjesto njih šalje 81. diviziju. 323. borbena divizija, 15. listopada, iskrcala se na Peleliu, a većina marinaca prebačena je na Pavuvu.
Ostatak pješačkih postrojbi nastavio je borbe još mjesec dana, te je tek u studenom otok bio zauzet i siguran. Porazom na Peleliu, Nakagawa je napisao "Mač nam je slomljen i ponestalo nam je koplja". Zatim je zapalio sve dokumente i počinio samoubojstvo. Nakon smrti, postumno je promaknut u generala pukovnika. Ostatak preživjelih ostao je u spiljama sve do 22. travnja 1947. kada ih je japanski admiral uvjerio da je rat završen te je to ujedno bila i posljednja službena predaja u Drugom svjetskom ratu.

## Ishod
Borbe oko planine Umurbrogol smatraju se jednim od najtežih koje su Amerikanci vodili u Drugom svjetskom ratu. 1. pukovnija je kritizirana te je ostala izvan službe sve do 1. travnja 1945. i bitke za Okinawu. Gledajući ukupne gubitke, 1. divizija je izgubila oko 6500, a 81. oko 3000 ljudi. 
Još jedna kontroverza vezana uz bitku bila je nedostatak prave strategije. Uz to, uzletište, koje je zauzeto na Peleliu, slabo je korišteno za oslobođenje Filipina, iako je to bio primaran razlog njegovog zauzimanja. Bitka za Peleliu kasnije je pala u sjenu oslobođenja Filipina i velikog napretka u Europi. Bitke za Angur i Peleliu pokazale su mogući izgled obrane na Iwo Jimi i Okinawi, a mornaričko bombardiranje Iwo Jime i Okinawe imalo je većeg uspjeha od onog na Peleliu. Uz sve to, iskustvo u borbama na grebenima i načini savladavanja japanskih utvrda u spiljama, najviše su poslužili u bitci za Okinawu gdje su Japanci imali sličnu strategiju obrane.

## Počasti i priznanja
Kao najviša počast za nekog vojnika, osmorici marinaca dodijeljena je Medalja časti za zasluge u borbama na Peleliuu, a njih pet Medalju časti dobilo je postumno (označeni sa †)
- Vodnik Lewis K. Bausell, 1. bojna 5. mornaričke pukovnije (1/5) †
- Vojnik Arthur J. Jackson, 3. bojna 7. mornaričke pukovnije (3/7)
- Vojnik Richard E. Kraus, 8. traktorska bojna †
- Vojnik John D. New, 2. bojna 7. mornaričke pukovnije (2/7) †
- Vojnik Wesley Phelps, 3. bojna 7. mornaričke pukovnije (3/7) †
- Satnik Everett P. Pope, 1. bojna 1. mornaričke pukovnije (1/1)
- Vojnik Charles H. Roan, 2. bojna 7. mornaričke pukovnije (2/7) †
- Poručnik Carlton R. Rouh, 1. bojna 5. mornaričke pukovnije (1/5)

## Film i videoigre
Bitka za Peleliu ekranizirana je u HBO-ovoj mini-seriji Pacifik iz 2010. godine, u epizodama 5, 6 i 7. Bitka je također prikazana i u igrici Call of Duty: World at War. Zadaća je zauzeti uzletište.

## Vanjske poveznice
- Video zapisi bitke za Peleliu
- Anderson, Charles R. Zapadni Pacifik
- Burbeck, James (2008.) Bitka za Peleliu
- Chen, C. Peter (2007.) Palau i Ulithi otoci
- Gayle, BGen Gordon D. (1996.) Krvave plaže: Marinci na Peleliu
- Sledge, Eugene (1981.) With the Old Breed:At Peleliu and Okinawa
- Leckie, Robert (1957.) Helmet for My Pillow

Sestrinski projekti
|  | Zajednički poslužitelj ima stranicu o temi Bitka za Peleliu    |
|  | Zajednički poslužitelj ima još gradiva o temi Bitka za Peleliu |